# Getreide-Glattkäfer
Der Getreide-Glattkäfer (Phalacrus corruscus) ist ein Käfer aus der Familie der Glattkäfer (Phalacridae).

## Merkmale
Die Käfer werden 1,5 bis 3 Millimeter lang. Sie haben einen kugelig-ovalen Körper, der komplett glänzend schwarz ist. Die Flügeldecken sind schwach und undeutlich gestreift mit sehr fein punktierten Zwischenräumen versehen. Das letzte Glied der Fühler endet spitz. Fühler und Beine können braun gefärbt sein.

### Synonyme
- Phalacrus punctipennis Sahlberg, 1913[1]

## Lebensweise
Sie ernähren sich von Rost- und Brandpilzen, die auf Süß- und Riedgräsern wachsen. Auch sind sie auf von diesen Pilzen befallenem Getreide zu finden.